# 908
Évszázadok: 9. század – 10. század – 11. század
Évtizedek: 850-es évek – 860-as évek – 870-es évek – 880-as évek – 890-es évek – 900-as évek – 910-es évek – 920-as évek – 930-as évek – 940-es évek – 950-es évek
Évek: 903 – 904 – 905 – 906 –  907 – 908 – 909 – 910 – 911 – 912 – 913

## Események

### Európa
- Az előző évi pozsonyi csatában a keleti frankok katasztrofális vereséget szenvedtek; ezt kihasználva a magyarok a szövetséges dalemincek területéről kiindulva feldúlják Szászországot és Türingiát. Burchard türingiai herceg megpróbálja az útjukat állni, de Eisenachnál a magyarok megsemmisítik a seregét, maga a herceg, Egino gróf és Rudolf würzburgi püspök is holtan marad a csatatéren.
- Arnulf bajor herceg adót fizet a magyaroknak, hogy megkíméljék Bajorországot.
- Bölcs Leó bizánci császár társuralkodóvá koronáztatja hároméves fiát, Bíborbanszületett Konstantint.

### Abbászida Kalifátus
- A 31 éves al-Muktafí kalifa súlyosan megbetegszik és hamarosan meghal. Mivel mind a kilenc fia még gyermek, a vezír 13 éves öccsét, Dzsafart választja kalifának (akit kellően befolyásolhatónak tart), aki az al-Muktadir uralkodói nevet veszi fel. A vezír ellenfelei rábeszélik az Abbászida dinasztiába tartozó Abdalláh ibn al-Mutazz herceget (al-Mutazz kalifa fiát), hogy lépjen fel trónigényével. A palotaforradalom sikerül és a vezírt meggyilkolják, de Abdalláh egy nap után menekülni kényszerül; aztán elfogják és megfojtják.

### Kína
- Csu Ven trónbitorló császár megmérgezteti a 15 éves Ajt, az utolsó Tang-császárt, akit az előző évben fosztott meg méltóságától.
- Jang Vo herceget (aki az előző évben Kelet-Kínában kikiáltotta Jang Vu állam függetlenségét) hadvezérei meggyilkolják és 11 éves öccsét, Jang Lung-jant ültetik a helyére.

## Születések
- Al-Muttaki, abbászida kalifa
- Ibráhim ibn Szinán, arab matematikus és csillagász
- Kijohara no Motoszuke, japán költő
- Thankmar, Madarász Henrik fia

## Halálozások
- március 26. – Tang Aj-ti, kínai császár
- augusztus 3. – I. Rudolf, würzburgi psüpök
  - Burchard, türingiai herceg
- augusztus 13. – al-Muktafi, abbászida kalifa
- december 29. – Abdalláh ibn al-Mutazz, abbászida herceg, költő
- Auxerre-i Remigius, francia teológus

## Fordítás
- Ez a szócikk részben vagy egészben  a(z)   908 című angol Wikipédia-szócikk ezen változatának fordításán alapul.  Az eredeti cikk szerkesztőit annak laptörténete sorolja fel. Ez a jelzés csupán a megfogalmazás eredetét és a szerzői jogokat jelzi, nem szolgál a cikkben szereplő információk forrásmegjelöléseként.